# Janet Aitken

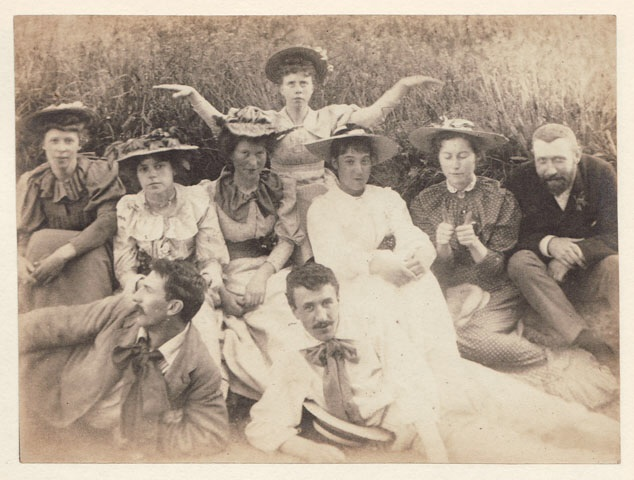
Los inmortales de la Escuela de Arte de Glasgow
Al fondo: Frances MacDonald
Fileira central E-D: Margaret Macdonald, Katharine Cameron, Janet Aitken, Agnes Raeburn, Jessie Keppie, John Keppie
Al frente E-D: Herbert McNair, Charles Rennie Mackintosh (c. 1894)

Janet Macdonald Aitken (Glasgow, 1873-Troon, 1941) fue una pintora escocesa.

## Biografía
Nacida en Glasgow, su padre, Robert Thomson Aitken, era tipógrafo y litógrafo comercial. Entre 1887 y 1902, estudió en la Escuela de Arte de Glasgow antes de continuar ses estudios en París en la Academia Colarossi. Pasó un tiempo por España antes de regresar a Glasgow y formó parte del círculo de artistas associados a Charles Rennie Mackintosh, y fue miembro del grupo informal de artistas conocido como "Los Inmortales", con Agnes Raeburn, Margaret Macdonald Mackintosh, Jessie Newbery, Ruby Pickering, Katharine Cameron, Jessie Keppie o Frances McNair, y de la Glasgow Society of Lady Artists.
Aitken solía pintar en óleo y acuarela escenas urbanas y varios de sus trabajos se han usado en postales. Era expositora regular de la Academia Real Escocesa, el Instituto de Bellas Artes de Glasgow y desde 1930 de la Sociedad de Artistas de Aberdeen.